# Polyclinum constellatum
Polyclinum constellatum är en sjöpungsart som beskrevs av Savigny 1816. Polyclinum constellatum ingår i släktet Polyclinum och familjen klumpsjöpungar. Inga underarter finns listade i Catalogue of Life.